# Samtherrscher
Ein Samtherrscher (alte Form von „Gesamtherrscher“) ist ein Fürst, den eine Mehrheit kleinerer Fürsten aus ihren Reihen zu ihrem Anführer bestimmt. Als Samtherrschaft bezeichnet man aber auch die gemeinsame Herrschaft mehrerer Herrscher, etwa zweier Brüder, die gleichberechtigt in einem ungeteilten Reich regieren. In der Mediävistik wird der Ausdruck vor allem zur Bezeichnung der mittelalterlichen Großfürsten der Abodriten, Wilzen und Sorben verwendet, also slawischer Stammesverbände auf dem Gebiet des heutigen Deutschland.
Edmund E. Stengel verwendete den Begriff zur Beschreibung germanischer Stammesverfassungen. Danach verfügte der Samtherrscher über eine „überragende und zusammenfassende Hegemonie über andere Herrscher“. Wolfgang H. Fritze machte den Titel des Samtherrschers dann für die Verfassung der elbslawischen Abodriten nutzbar. Fritze zufolge handelte es sich bei den Abodriten um einen Stammesverband, dessen Anführer die zentrale und bald auch erbliche Gewalt über eine Vielzahl von kleineren Stammesfürsten innehatte. Der in den fränkischen Quellen – andere gibt es nicht – als dux oder rex bezeichnete Samtherrscher entstammte selbst dieser Schicht des abodritischen Adels. In den fränkischen Annalen werden sie als reguli, duces, principes, meliores, praestantinores oder primores benannt. Ihnen war der Samtherrscher im Innenverhältnis rechenschaftspflichtig. Nach außen trat der Samtherrscher als politischer Ansprechpartner erst der Franken und dann der Sachsen in Erscheinung, leitete das Aufgebot des Stammes im Krieg und übte möglicherweise auch religiöse Aufgaben aus.